# Říjen 2003
1. října – středa
 Na zámku v Dobříši spolu jednali premiéři zemí Visegrádské skupiny (Vladimír Špidla, Mikuláš Dzurinda, Leszek Miller a Péter Medgyessy) o ústavě Evropské unie. 
2. října – čtvrtek
 Nobelova cena za literaturu byla udělena jihoafrickému spisovateli Johnu Maxwellu Coetzeemu. 
4. října – sobota
 Lídři evropských zemí v Římě jednali o nové ústavě Evropské unie. Konferenci provázeli demonstrace antiglobalistů. 
 Při sebevražedném atentátu v izraelské Haifě zahynulo 19 lidí a 20 jich bylo zraněno. 
5. října – neděle
 V čečenských prezidentských volbách zvítězil Achmat Kadyrov. 
7. října – úterý
 Při důlním otřesu na Dole Darkov zemřeli dva polští horníci. 
8. října – středa
 Nobelovu cenu za chemii získali američtí vědci Roderick MacKinnon a Peter Agre. 
 V kalifornských guvernérských volbách zvítězil Arnold Schwarzenegger. 
 V americkém Colorado Springs začal summit ministrů obrany členských zemí NATO. 
9. října – čtvrtek
 Při nehodě vojenského vrtulníku Mi-17 z prešovské vojenské základny zahynuli 4 vojáci. 
10. října – pátek
 Téměř 2 000 lidí muselo být evakuováno kvůli explozím ve skladu munice v ukrajinském Arťemovsku. 
 Nobelovu cenu míru získala íránská právnička Širín Ebadiová. 
 Slovenský prezident Rudolf Schuster jmenoval novým ministrem obrany dosavadního trenčínského primátora Juraje Lišku ze SDKÚ-DS. 
12. října – neděle
 Při střetech policie a demonstrantů v bolivijském La Paz byli zabiti dva lidé. Demonstranti požadovali odstoupení prezidenta Gonzala Sáncheze de Lozady kvůli neschopnosti vypořádat se s chudobou. 
 Při požáru psychiatrického ústavu v běloruském Grodnu zemřelo 30 pacientů. 
13. října – pondělí
 Pražský vrchní soud odsoudil někdejšího komunistického ministra Karla Hofmanna na 6 let nepodmíněně za sabotáž vysílání Československého rozhlasu v srpnu 1968. 
 Oblast Altaje na jižní Sibiři zasáhlo zemětřesení o síle 5 stupňů Richterovy stupnice. 
15. října – středa
 Z čínského kosmodromu Ťiou-čchüan v poušti Gobi odstartovala raketa s kosmonautem Jangem Li-wejem. S prvním čínským pilotovaným letem kosmické lodi Šen-čou 5 se Čína stala třetí zemí, která vyslala člověka do vesmíru. 
16. října – čtvrtek
 Při nehodě trajektu mezi ostrovem Staten Island a Manhattanem v New Yorku zemřelo 10 lidí a 34 jich bylo zraněno. 
17. října – pátek
 Novým bolivijským prezidentem se stal novinář a historik Carlos Mesa. 
19. října – neděle
 Tibetský duchovní vůdce Dalajláma se v Praze setkal s bývalým prezidentem Václavem Havlem. 
 Papež Jan Pavel II. na Svatopetrském náměstí prohlásil Matku Terezu za blahoslavenou. 
 Ve věku 78 let zemřel první prezident Bosny a Hercegoviny Alija Izetbegovič. 
20. října – pondělí
 Bývalý český prezident Václav Havel předal cenu Pražské společnosti pro mezinárodní spolupráci běloruskému týdeníku Naša Niva. 
21. října – úterý
 Papež Jan Pavel II. uvedl do úřadu 30 nových kardinálů včetně českého jezuitského kněze Tomáše Špidlíka. 
24. října – pátek
 Po 27 letech provozu cestující naposled přepravil nadzvukový letoun Concorde. 
 Ukrajinský premiér Viktor Janukovyč a ruský premiér Michail Kasjanov se dohodli o urovnání sporu o ostrov Tuzla v Azovském moři. 
25. října – sobota
 Při požáru na diskotéce v Karviné zemřela 1 osoba a 61 jich bylo zraněno. 
 Bezpečnostní služba FSB zatkla na letišti v Novosibirsku ruského podnikatele a zakladatele hnutí Otevřené Rusko Michaila Chodorkovského. 
 Tisíce lidí musely být evakuovány před lesním požárem východně od Los Angeles. 
27. října – pondělí
 Český premiér Vladimír Špidla se v Bratislavě setkal se slovenským premiérem Mikulášem Dzurindou. 
28. října – úterý
 Prezident Václav Klaus na Pražském hradě vyznamenal 20 osobností, mezi nimi Danu Zátopkovou, Vlastu Průchovou, Adolfa Borna, Jiřího Kodeta, Pavla Klenera, Aloise Šišku, Jaroslava Škarvadu a Lubomíra Voleníka. 
 V Kazachstánu přistál modul lodi Sojuz TMA-2 s tříčlennou rusko-americkou posádkou Mezinárodní vesmírné stanice ISS. 
30. října – čtvrtek
 Prezident Václav Klaus jmenoval ministra financí Bohuslava Sobotku místopředsedou vlády pro ekonomiku. 
 Vrchní soud v Praze potvrdil nepodmíněný šestiletý trest pro bývalého generálního sekretáře ministerstva zahraničí Karla Srbu za přípravu vraždy novinářky Sabiny Slonkové. 
31. října – pátek
 Skočila platnost mincí s hodnotou 10 a 20 haléřů. 